# Opole Groszowice
Opole Groszowice – węzłowa stacja kolejowa w województwie opolskim, w Polsce. Według klasyfikacji PKP ma kategorię dworca aglomeracyjnego. Znajduje się w dzielnicy Opola – Groszowicach.

## Ruch pasażerski
| Rok  | Wymiana pasażerska na dobę |
| ---- | -------------------------- |
| 2017 | 20419                      |
| 2022 | 20-49                      |

## Zabytki
Wagonownia wachlarzowa na stacji (przełom XIX i XX wieku) wpisana jest do rejestru zabytków pod numerem A-132/2010 (decyzja z 28 grudnia 2010). 